# Vlastimil Bubník
Vlastimil Bubník (Kelč, 18 de març de 1931 - Brno, 6 de gener de 2015) va ser un futbolista txec que jugava en la demarcació de davanter. A més va participar amb la selecció d'hoquei sobre gel de Txecoslovàquia.
Va debutar com a futbolista en 1953 amb el Rudá Hvězda Brno després d'haver-se format en el SK Královo Pole. Disputava la segona divisió de Txecoslovàquia, fins que en 1956, després de quedar en primera posició, va ascendir a la Primera Divisió de Txecoslovàquia. En 1961 va jugar la Recopa d'Europa de Futbol, on va ser eliminat en quarts de final pel Dinamo de Zagreb. En 1962 va fitxar pel FC Zbrojovka Brno, on va jugar fins a 1967, on es va retirar com a futbolista. Va morir el 6 de gener de 2015 en Brno als 83 anys.
Va disputar un total d'onze partits amb la selecció de futbol de Txecoslovàquia, i va marcar quatre gols. A més, va participar en l'Eurocopa 1960, on va quedar en tercer lloc després de perdre en la semifinal contra la Unió Soviètica i guanyant en el partit de tercer i quart lloc contra França.

## Hoquei sobre gel
Va jugar amb la selecció d'hoquei sobre gel de Txecoslovàquia en quatre olimpíades. En 1952 va quedar en quarta posició, mateix lloc que en 1960, a més de la cinquena posició en 1956. En les olimpíades d'hivern de 1964, va aconseguir la medalla de bronze.